# Guvernul Semion Grossu
Guvernul Semion Grossu este un cabinet de miniștri care a guvernat RSS Moldovenească în perioada 1 septembrie 1976 - 31 decembrie 1980.

## Componența cabinetului
- Președintele Sovietului de Miniștri

Semion Grossu (1 septembrie 1976 - 31 decembrie 1980)
- Prim-vicepreședinte

Grigore Eremei (1 septembrie 1976 - 31 decembrie 1980)
- Vicepreședinte

Gheorghe Stepanov (1977 - 1980)
- Ministrul afacerilor externe

Semion Grossu (1 septembrie 1976 - 31 decembrie 1980)
- Ministrul afacerilor interne

General-locotenent Nicolae Bradulov (1976-1980)
- Ministrul securității naționale (președinte al Comitetului pentru Securitatea Statului)

General Arcadi Ragozin (1975-1979)
General Gavriil Volkov (1979-1980)
- Ministrul învățământului

Vasile Cherdivarenco (1976-1980)